# 卡雷達鄉

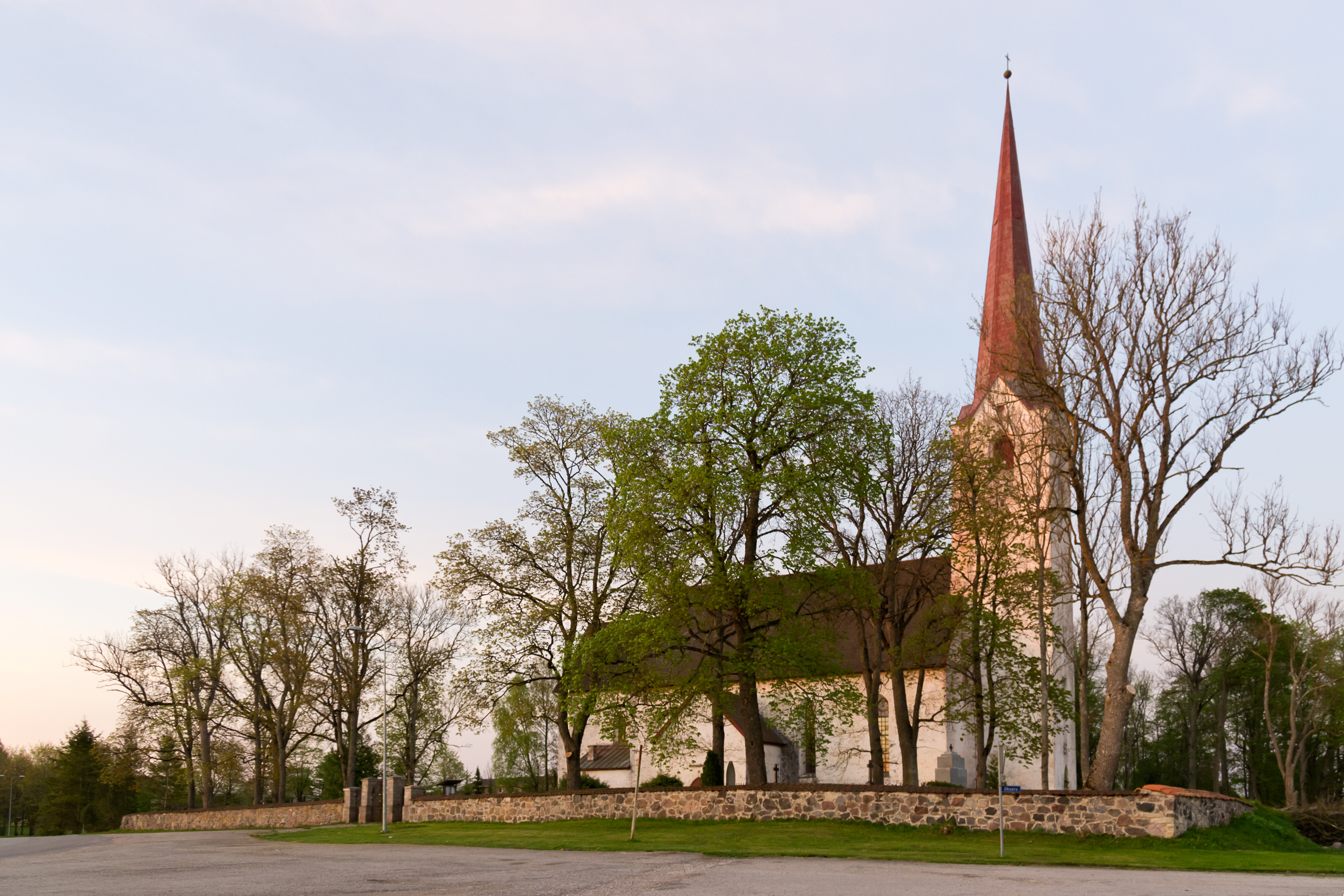
耶尔瓦-佩特里教堂

卡雷達鄉，曾是愛沙尼亞耶爾瓦縣的一個鄉村型市镇，位於該國中部，行政中心設於佩特里，面積91平方公里，2006年人口846，人口密度每平方公里9人。
2017年爱沙尼亚行政改革后，卡雷達市镇与其他市镇一起合并为耶尔瓦市镇。
58°57′47″N 25°48′04″E / 58.963°N 25.801°E